# Bolxie Sànniki
Bolxie Sànniki (en rus: Большие Санники) és un poble del krai de Khabàrovsk, a Rússia, que el 2012 tenia 381 habitants.